# Federal Emergency Relief Administration
La Federal Emergency Relief Administration, abreviada como FERA (en español "Administración Federal de Ayuda de Emergencia) fue el nombre dado en 1933 por la administración de Franklin D. Roosevelt a una entidad gubernamental creada en Estados Unidos en 1933, con el nombre de "Emergency Relief Administration" (fundada a su vez por el presidente Herbert Hoover en 1932) con el fin de proporcionar ayuda social a los desempleados como resultado de la Gran Depresión, en el marco del New Deal.
La FERA fue creada al amparo de la "Federal Emergency Relief Act" (Ley Federal de Ayuda de Emergencia" emitida en mayo de 1933 y en 1935 fue reemplazada por la Works Progress Administration (WPA), una entidad gubernamental dotada de poderes más amplios.
Durante el gobierno de Herbert Hoover la FERA sólo otogaba dinero a los gobiernos estaduales para operar programas de apoyo a los desempleados, en tanto la perspectiva de la administración Hoover era evitar que el gobierno federal asumiera responsabilidades de organización y administración. No obstante, durante el mandato de Franklin D. Roosevelt, la FERA asumiió mayores competencias y facultades, dependiendo directamente del gobierno federal en cuanto a la implementación de los planes de ayuda. Roosevelt designó jefe de la FERA a su asesor, el economista Harry Hopkins, siendo la FERA la primera entidad de ayuda social creada en el New Deal junto con el Civilian Conservation Corps (CCC).
El objetivo de la FERA fue de aliviar el desempleo mediante la creación de puestos de trabajo para individuos no calificados, por cuenta de los gobiernos estaduales y locales, con financiamiento del gobierno federal. Esta solución resultaba más costosa que la simple entrega de dinero en efectivo a los beneficiarios, pero resultaba más favorable para la autoestima de éstos en tanto podrían ganar el sustento gracias a un empleo y no por una donación del gobierno. Desde mayo de 1933 hasta su desactivación en diciembre de 1935, la FERA entregó a los gobiernos estaduales y locales hasta 3100 millones de dólares, proporcionando trabajo a cerca de 20 millones de individuos, y desarrollando obras públicas a lo largo del país.
La FERA implementó una serie de programas para otorgar trabajo a gran cantidad de desempleados, así como para proporcionar capacitación y enseñanza de carácter técnico a muchos de ellos, siendo que éstos programas ganaron gran aceptación y popularidad entre los sindicatos, que previamente habían rechazado estas alternativas prefiriendo la ayuda directa. No obstante, la FERA sufrió fuertes críticas de la opinión pública por gastar dinero en sostener proyectos de empleo que presuntamente no generaban mejoras tangibles para la población (por ejemplo, obras públicas de escasa relevancia) o que no resultaban útiles ni rentables (como los programas para encargar trabajos por cuenta del gobierno a escritores, artistas, músicos, o actores). 
Otro proyecto de la FERA fue utilizar mano de obra no calificada en la fabricación de bienes de consumo para ser luego distribuidos a los beneficiarios de la ayuda social (mantas, ropas, alimentos enlatados, etc.); si bien este proyecto fue bien visto debido a resultar en la elaboración de bienes tangibles y evidentemente útiles, causó la oposición de industrias privadas que acusaron al gobierno federal de competencia desleal. Cuando en diciembre de 1935 la FERA fue desactivada, los programas de empleo basado en la producción de bienes de consumo fueron eliminados definitivamente.
La FERA dejó de existir en diciembre de 1935, cuando fue reemplazada por otros dos programas de ayuda social del New Deal: el Works Progress Administration (WPA) y la Social Security Administration.